# Ahnenlistensammlung
Eine Ahnenlistensammlung ist eine planmäßig angelegte Sammlung von Ahnenlisten.

## Ahnenlistensammlung der Zentralstelle für deutsche Personen- und Familiengeschichte Leipzig

### Geschichte
Im 20. Jahrhundert begannen mehrere deutsche genealogische Vereine, die Ahnenlisten ihrer Mitglieder zu sammeln. Aus dem seit 1921 in Dresden durch Karl Förster (1873–1931) organisierten Ahnenlistenaustausch der Deutschen Ahnengemeinschaft e. V. entstand die größte Ahnenlistensammlung des deutschen Sprachraums. Sie wurde auch nach 1945 – bis 1967 vor allem durch Kurt Wensch – und bis heute ständig erweitert und ergänzt.

### Heute
Die Ahnenlistensammlung befindet sich zusammen mit der Ahnenstammkartei des deutschen Volkes in der Zentralstelle für deutsche Personen- und Familiengeschichte Leipzig. Sie zählt derzeit rund 7000 Listen (wobei weitere rund 5000 im Kriege verlorene Listen vorher zumeist in die Ahnenstammkartei eingearbeitet waren). Alle Ahnenlisten sind auf Filmen verfügbar, die auch bei der Genealogischen Gesellschaft von Utah in Salt Lake City eingesehen werden können. Auch die rund 950 Ahnenlisten des Ahnenlistenumlaufs (ALU) der alten Bundesländer sind in Leipzig auf Filmen vorhanden und auf DVD des Ahnenlistenumlaufs. 
Die gegenwärtige Entwicklung geht dahin, dass Daten aus Ahnenlisten nur noch in elektronischer Form gespeichert werden. Da aber die Haltbarkeit von elektronischen Speichern über lange Zeiträume fraglich ist  bzw. das ständige rechtzeitige Umspeichern nicht immer gewährleistet scheint (siehe auch Langzeitarchivierung), werden nach wie vor Ahnenlisten und andere genealogische Forschungsergebnisse in mehreren Exemplaren auf Papier ausgedruckt und bei Archiven und Bibliotheken eingereicht.